# Yuba City
Yuba City je město ve Spojených státech amerických. Nachází se v okrese Sutter County, jehož je zároveň správním městem, ve státě Kalifornie. Ve městě žije přibližně 70 tisíc obyvatel a jeho rozloha činí 38,9 km². Město leží v Severní Kalifornii, konkrétně v údolí Sacramento Valley, asi 64 kilometrů severně od Sacramenta. Na východě město sousedí s městem Marysville.
Město bylo založeno roku 1908. Městem prochází California State Route 113. Ve městě se nachází nejmenší pohoří na světě zvané Sutter Buttes. Východní částí města protéká řeka Feather River. V květnu 1976 ve městě havaroval školní autobus, přičemž tato nehoda si vyžádala celkem 28 obětí na životech. Město se nachází v oblasti se středomořským podnebím.

## Partnerská města
- Toride, Japonsko